# Hagenulus
Hagenulus is een geslacht van haften (Ephemeroptera) uit de familie Leptophlebiidae.

## Soorten
Het geslacht Hagenulus omvat de volgende soorten:
- Hagenulus caligatus
- Hagenulus eatoni
- Hagenulus jamaicensis
- Hagenulus marshali
- Hagenulus morrisonae
- Hagenulus pacoi
- Hagenulus rangelae